# La etiología de la histeria
La etiología de la histeria (en alemán: Zur Ätiologie der Hysterie) es un artículo de Sigmund Freud en el que aborda el abuso sexual infantil antes de la pubertad y su posible relación con trastornos mentales en la adultez. Presentado entre abril y mayo de 1896, este trabajo marcó la primera exposición de su teoría de la seducción.

## Contexto
Etiología se refiere a la causa. La histeria era un diagnóstico médico ambiguo que, en retrospectiva, a veces se considera un término general para diversas afecciones y formas de vida. Aunque se aplicaba mayormente a mujeres, Freud también utilizó el término para describir casos en hombres. En su época, era un diagnóstico frecuente con una extensa tradición. Para Freud, su origen era un enigma, llegando a compararlo con la búsqueda de la fuente del Nilo.
El libro Estudios sobre la histeria (1895), escrito en coautoría por Freud, presentó un método de exploración de recuerdos que serviría como base para La etiología de la histeria.

## Contenido
Freud compara la búsqueda del origen de la histeria con la excavación de una ciudad antigua, donde algunos elementos son visibles en la superficie y otros permanecen ocultos. Siguiendo el método de Josef Breuer, sostiene que la causa debe estar en experiencias traumáticas cuyos recuerdos siguen influyendo en la mente. Para que una experiencia sea la causa, debe guardar relación con el síntoma; por ejemplo, un vómito histérico podría explicarse por haber visto un cadáver repugnante, pero no por un accidente ferroviario aterrador. Identificar el recuerdo traumático adecuado permitiría "resolver" la histeria.
Los recuerdos se organizan en cadenas, donde los más recientes evocan otros más antiguos. El analista debe guiar al paciente en un recorrido mental hacia las partes inconscientes de esa cadena. Con un análisis constante, se llega al primer recuerdo de la secuencia, que según Freud, siempre corresponde a una o varias experiencias sexuales prematuras. Afirma haber identificado este patrón en los 18 casos de histeria que estudió, incluyendo 6 hombres y 12 mujeres.
Los pacientes muestran una angustia evidente al recordar el encuentro sexual infantil, lo que, según Freud, prueba que estos recuerdos son reales. En algunos casos, se trata de agresiones sexuales perpetradas por adultos, mientras que en otros, de encuentros entre niños. Freud sostiene que, por lo general, el sexo entre niños es iniciado por un varón que previamente fue "seducido" por una mujer adulta. De este modo, la histeria podría transmitirse de una persona a otra y, cuando esto ocurre dentro de una familia, podría dar la impresión de ser una condición hereditaria.
Las personas con histeria parecen reaccionar de manera exagerada solo porque el verdadero estímulo permanece oculto; por ejemplo, una joven podría entrar en crisis al recibir un toque inocente en la mano si en el pasado fue tocada de la misma manera durante un evento traumático. Freud sugiere que el abuso sexual infantil también podría estar relacionado con otros trastornos, como la paranoia o la obsesión. Concluye anticipando el escepticismo de algunos y les pide a sus críticos que consideren la efectividad del método de Breuer para interrogar a los pacientes.

## Reacciones
La presentación del trabajo de Freud ante la Sociedad de Psiquiatría y Neurología de Viena fue recibida con frialdad. Richard von Krafft-Ebing, sexólogo y presidente de la sesión, desestimó el estudio calificándolo como "un cuento de hadas científico". La revista Wiener klinische Wochenschrift, que solía publicar resúmenes de cada ponencia junto con el debate posterior, ignoró deliberadamente el contenido del artículo de Freud, limitándose a mencionar el título y el autor.
La idea central del artículo pasó a conocerse como la teoría de la seducción de Freud, aunque algunos estudiosos han señalado que el término "seducción" resulta engañoso, ya que en realidad se describen agresiones y abusos sexuales. Ante las críticas que recibió su trabajo, Freud terminó retractándose públicamente de esta teoría hacia 1905. Más adelante, reformuló su explicación de la histeria a través de una nueva teoría: el complejo de Edipo. Mientras que la teoría de la seducción atribuía los síntomas a recuerdos inconscientes de traumas sexuales, el complejo de Edipo los interpretaba como fantasías sexuales reprimidas, consideradas parte del desarrollo infantil normal.
El abandono de la teoría de la seducción por parte de Freud se convirtió en una de las críticas más importantes a su trabajo en el siglo siguiente. Jeffrey Moussaieff Masson y Florence Rush sostienen que en La etiología de la histeria, Freud tomó en serio los relatos de abuso sexual, pero más tarde traicionó a sus pacientes al reinterpretar esos recuerdos como meras fantasías sexuales, generando dudas sobre experiencias que probablemente fueron reales. Por ello, lo acusan de haber contribuido a encubrir casos de abuso sexual.